# لاک‌پشت عنکبوتی
لاک‌پشت عنکبوتی (نام علمی: Pyxis arachnoides) نام یک گونه از تیره لاک‌پشت زمینی است.